# THE FILM
『THE FILM』（ザ・フィルム）は、YOASOBIのライブビデオ。2022年3月23日にソニー・ミュージックエンタテインメントより発売された。

## 概要
YOASOBI初の映像作品で、Blu-ray2枚組+特製バインダー+ライブ写真集仕様の完全生産限定盤となっている。新宿ミラノ座跡地で行われたYOASOBI初の配信ワンマンライブ「KEEP OUT THEATER」や、UNIQLO CITY TOKYOでの配信ライブ「SING YOUR WORLD」、日本武道館で行われた初の有観客ライブ「NICE TO MEET YOU」の12月5日公演のほか、MBS制作・TBS系ドキュメンタリー番組『情熱大陸』の拡大版も収録されている。

## 収録曲

### DISC1
- 2021.2.14 YOASOBI 1st ONLINE LIVE『KEEP OUT THEATER』at 新宿ミラノ座ビル跡地

1. あの夢をなぞって
2. ハルジオン
3. たぶん
4. ハルカ
5. 怪物
6. アンコール
7. 夜に駆ける
8. 群青

- 2021.7.4 UT×YOASOBI ONLINE LIVE『SING YOUR WORLD』at ユニクロ有明本部・UNIQLO CITY TOKYO

1. 三原色
2. ハルジオン
3. もう少しだけ
4. たぶん
5. 怪物
6. アンコール
7. 夜に駆ける
8. ハルカ (with 大阪桐蔭高等学校吹奏楽部)
9. 群青 (with 大阪桐蔭高等学校吹奏楽部)

### DISC2
- 2021.12.5 YOASOBI LIVE at BUDOKAN『NICE TO MEET YOU』at 日本武道館

1. あの夢をなぞって
2. 大正浪漫
3. ハルジオン
4. 三原色
5. もう少しだけ
6. ハルカ
7. たぶん
8. もしも命が描けたら
9. 夜に駆ける
10. 怪物
11. 優しい彗星
12. アンコール
13. ツバメ
14. 群青

Encore
1. ラブレター

- 人物ドキュメンタリー番組『情熱大陸』拡大版